# Biografielijst Zu

## Zua
- Waleed Zuaiter (1971), Amerikaans acteur en filmproducent
- Elena Zuasti (1935-2011), Uruguayaans actrice en comédienne

## Zub

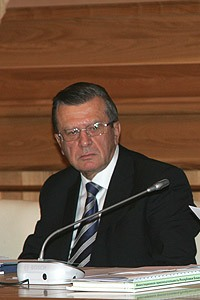
Viktor Zubkov

- Abdul Zubairu (1998), Nigeriaans voetballer
- Ronald Zubar (1985), Frans voetballer
- Stéphane Zubar (1986), Frans voetballer
- Shahar Zubari (1986), Israëlisch windsurfer
- Muhammad Hamza Zubaydi (1938-2005), Iraaks lid van de Revolutionaire Commandoraad
- Mohammed Hamza Zubeidi (1938-2005), Iraaks lid van de Revolutionaire Commandoraad
- Filip Zubčić (1993), Kroatisch alpineskiër
- Gabriel Zubeir Wako (1941), Sudanees rooms-katholiek geestelijke
- Haimar Zubeldia Aguirre (1977), Spaans wielrenner
- Joseba Zubeldia Aguirre (1979), Spaans wielrenner
- Andreas Zuber (1983), Autocoureur uit de Verenigde Arabische Emiraten, van Oostenrijkse komaf
- Johannes Zuberbühler (1837-1904), Zwitsers politicus
- Pascal Zuberbühler (1971), Zwitsers voetballer
- Sophie Zubiolo (1973), Belgisch atlete
- Jose Maria Rubin Zubiri jr. (1940), Filipijns politicus
- Juan Miguel Zubiri (1969), Filipijns politicus
- Serafín Zubiri (1964), Spaans zanger
- Jose Maria F. Zubiri III (1963), Filipijns politicus
- Roberto Lezaun Zubiria (1967), Spaans wielrenner
- Andoni Zubizarreta Urreta (1961), Spaans voetballer
- Ambrosius Justus Zubli (1751-1820), Nederlands politicus en schrijver
- Linda Züblin (1986), Zwitsers atlete

## Zuc
- Zucchero (1955), Italiaans zanger, tekstschrijver, componist en muziekproducent
- Jacopo Zucchi (1542-1596), Italiaans schilder en tekenaar
- Niccolò Zucchi (1586-1670), Italiaans astronoom
- Pietro Zucconi (1975), Zwitsers wielrenner
- Alexandra Cymboliak Zuck, bekend als Sandra Dee, (ca. 1942-2005), Amerikaans filmactrice
- Arianne Zucker (1974), Amerikaans actrice
- Ben Zucker (1983), Duits zanger
- Mark Elliot Zuckerberg (1984), Amerikaans computerprogrammeur en ondernemer
- Carl Zuckmayer (1896-1977), Duits schrijver
- Franco Zuculini (1990), Argentijns voetballer

## Zug
- Marius Zug (2003), Duits autocoureur

## Zui
- Ricardo Ugarte Zuiarraín (1942), Spaans schilder en beeldhouwer
- Jordy Zuidam (1980), Nederlands voetballer
- Robert Zuidam (1964), Nederlands componist
- Coen Zuidema (1942), Nederlands schaker
- Johan Zuidema (1948), Nederlands voetballer
- Henk van Zuiden (1951), Nederlands dichter en schrijver
- Ad Zuiderent (1944), Nederlands dichter en criticus
- Olga Zuiderhoek (1946), Nederlands actrice
- Elly Zuiderveld-Nieman (1946), Nederlands zangeres, televisiepresentatrice en -actrice
- Rikkert Zuiderveld (1947), Nederlands zanger en tekstdichter
- Cesar Zuiderwijk, geboren als Cornelis Johannes Zuiderwijk, (1948), Nederlands drummer
- Martine Zuiderwijk (1984), Nederlands kunstschaatsster
- Jos Zuidgeest (1944), Nederlands politicus
- Niels Zuidweg (1974), Nederlands waterpolospeler
- Willem Zuidwijk (1933-2021), Nederlands bestuurder en politicus
- Wilco Zuijderwijk (1969), Nederlands wielrenner
- Martijn Hendrik Zuijdweg (1976), Nederlands zwemmer
- Nick Zuijkerbuijk (1986), Nederlands biljarter
- Eduard van Zuijlen (1962), Nederlands politicus
- Marjet Marijke van Zuijlen (1967), Nederlands politica
- Martinus Cornelius Antonius (Martien) van Zuijlen (1944), Nederlands wiskundige en emeritus hoogleraar stochastiek en financiële wiskunde
- Anthony E. Zuiker (1968), Amerikaans scenarioschrijver
- Frank van Zuilen (1953), Nederlands politicus
- Gianni Michel Eugène Zuiverloon (1986), Nederlands voetballer van Surinaamse komaf

## Zuk
- Patrick Zuk (1968), Iers componist, muziekpedagoog en pianist
- Ervin Zukanović (1987), Bosnisch voetballer
- Pinchas Zukerman (1948), Israëlisch violist, altviolist, en dirigent
- Johann Zukertort (1842-1888), Pools schaker
- Ed Zukiwsky (1929), Canadees ijshockeyspeler en honkballer
- Adolph Zukor (1873-1976), Amerikaans filmproducent en zakenman van Hongaarse komaf

## Zul

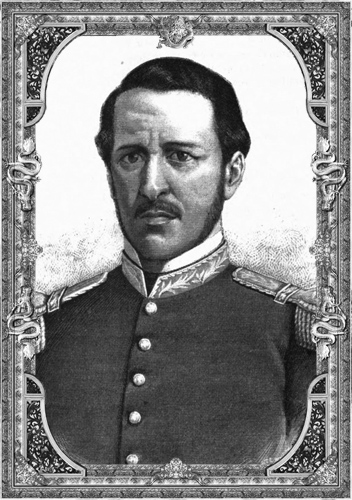
Félix María Zuloaga Trillo

- Juan Antonio Zulaibar (1753-1824), Spaans rooms-katholieke geestelijke
- Andrzej Żuławski (1940-2016), Pools filmregisseur
- Zulkifl, islamitisch profeet
- Alex Zülle (1968), Zwitsers wielrenner
- Michael Anthony Zullo (1988), Australisch voetballer
- Félix María Zuloaga Trillo (1814-1876), Mexicaans militair en politicus
- Fernando Omar Zuloaga (1951), Argentijns bioloog en botanicus
- Ignacio Zuloaga (1870-1945), Spaans kunstschilder
- Fabiola Zuluaga (1979), Colombiaans tennisster
- Francisco Zulueta (1891-1947), Filipijns senator
- Jose Zulueta (1876-1904), Filipijns bibliograaf, historicus en revolutionair
- Jose Zulueta (1889-1972), Filipijns politicus

## Zum
- Jacob Gedleyihlekisa Zuma (1942), president van Zuid-Afrika (2009-)
- Sibusiso Zuma (1975), Zuid-Afrikaans voetballer
- David Zumbach (1984), Zwitsers hoogspringer
- Zumbi (1655-1695), leider van Quilombo dos Palmares
- Robert Zumbühl (1901-1974), Zwitsers politicus
- Adolfo Bernabé Zumelzú (1902-1973), Argentijns voetballer
- Johannes Hendrikus Maria (Hans) van Zummeren (1927-1999), Nederlands kunstschilder en leerkracht
- Paul Van Zummeren (1945-2002), Vlaams journalist en schrijver
- Peter Zumthor (1943), Zwitsers architect

## Zun
- Armand Zunder (1946), Surinaams politicus en zakenman
- Bart Van Zundert (1980), Belgisch voetballer
- Slaviša Žungul (1954), Joegoslavisch voetballer
- Arnoldo Alberto Iguarán Zúñiga (1957), Colombiaans voetballer
- Daphne Eurydice Zuniga (1962), Amerikaans actrice
- José Zúñinga, Hondurees acteur
- Julio Granda Zuniga (1967), Peruaans schaker
- Manuel Antonio (Manny) Rojas Zúñiga (1954), Chileens voetballer en voetbalcoach
- Ricardo Zunino (1949), Argentijns autocoureur
- José Guadalupe Zuno Hernández (1891-1980), Mexicaans politicus
- María Esther Zuno Arce (1924-1999), Mexicaans presidentsvrouw

## Zuo
- Zhang Zuolin (1873-1928), Chinees krijgsheer
- Li Zuopeng (1914-2009), Chinees generaal van het Volksbevrijdingsleger

## Zup
- Giovanni Battista Zupi (ca. 1590-1650), Italiaans jezuïet, astronoom en wiskundige
- Mischa Zupko (1971), Amerikaans componist, muziekpedagoog, dirigent en pianist
- Ramon Zupko (1932), Amerikaans componist en muziekpedagoog

## Zur
- Maciej Żurawski (1976), Pools voetballer
- Francisco de Zurbarán (1598-1664), Spaans kunstschilder
- Pirmin Zurbriggen (1963), Zwitsers skiër
- Silvan Zurbriggen (1981), Zwitsers alpineskiër
- Adolph Friedrich Zürcher (1820-1888), Zwitsers politicus
- Erik Zürcher (1928-2008), Nederlands sinoloog
- Erik-Jan Zürcher (1953), Nederlands taalkundige
- Ayelet July Zurer (1969), Israëlisch actrice
- Leonardo Valdés Zurita, Mexicaans politicoloog
- Otto Zurmühle (1894-1974), Zwitsers dirigent en muziekpedagoog
- Bernhard Zurmühlen (1909-1943), Duits kapitein
- Wim Zurné (1953), Nederlands beeldend kunstenaar

## Zus
- Markus Zusak (1975), Australisch schrijver
- Konrad Zuse (1910-1995), Duits computerpionier

## Zut
- Joseph Zuth (1879-1932), Oostenrijks gitarist en musicus
- Adelheid van Zutphen (ca. 1030-na 1059), dochter van Liudolf van Brauweiler
- Franciscus Cornelus Leonardus Wilhelmus (Fred) van Zutphen (1971), Nederlands boogschutter
- Godschalk van Zutphen (ca. 1030-1064), Graaf van Zutphen
- Jan van Zutphen (1863-1958), Nederlands vakbondsman en bestuurder
- Jeannette van Zutphen (1949-2005), Nederlands zangeres
- Otto II van Zutphen (+1113), Graaf van Zutphen (1064-1113)
- Barbara Zutt (1981), Nederlands langeafstandsloopster en duatlete
- Kristof De Zutter (1982), Belgisch wielrenner

## Zuu
- Hubertus (Bertus) Zuurbier (1880-1962), Nederlands colporteur en gemeenteraadslid
- Bert Zuurman (1973), Nederlands voetballer en trainer

## Zuv
- Rafael Zuviría (1951), Argentijns voetballer

## Zuy

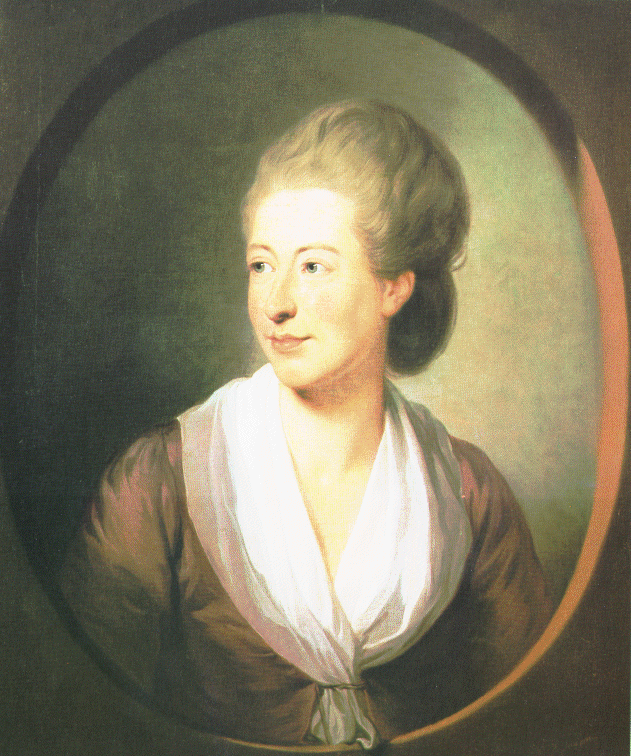
Belle van Zuylen, geschilderd door Jens Juel (1777)

- Rudolph Zuyderhoff (1874-1945), Nederlands ambtenaar en president van de Algemene Rekenkamer
- Edwin Karel Willem de Roy van Zuydewijn (1966), Nederlands zakenman en ex-echtgenoot van prinses Margarita de Bourbon de Parme
- Herbert Jan de Roy van Zuydewijn (1927), Nederlands ambtenaar, vertaler en dichter
- Belle van Zuylen, pseudoniem van Isabella Agneta Elisabeth van Tuyll van Serooskerken, (1740-1805), Nederlands Franstalig schrijfster en componiste
- Guillaume Marie van Zuylen (1910-2004), Belgisch bisschop (1961-1986)
- Gerrit Willem van Zuylen van Nievelt (1807-1881), Nederlands burgemeester, gedeputeerde v en waarnemend Commissaris des Konings
- Jasper Hendrik van Zuylen van Nievelt (1751-1828), bestuurder en politicus
- Jasper Hendrik van Zuylen van Nievelt (1808-1877), Nederlands baron van Zuylen van Nievelt
- Theodoor Willem van Zuylen van Nievelt (1813-1881), Nederlands advocaat, bestuurder en politicus
- Hendrik van Zuylen van Nijevelt (ca. 1440-1483), Stichts veldheer
- Jacob van Zuylen van Nijevelt (1699-1753), Nederlands bestuurder
- Jacob van Zuylen van Nijevelt (1739-1805), Nederlands bestuurder
- Jacob Pieter Pompejus van Zuylen van Nijevelt (1816-1890), Nederlands edelman en politicus
- Jan Adriaan van Zuylen van Nijevelt (1776-1840), Nederlands politicus en bestuurder
- Julius van Zuylen van Nijevelt (1819-1894), Nederlands diplomaat en politicus
- Maria Louisa Alexandra (Bibi) van Zuylen van Nijevelt-den Beer Poortugael (1964), Nederlands hofdame van de koningin
- Philip Julius van Zuylen van Nijevelt (1743-1826), Nederlands generaal, baron en graaf
- Pieter Hendrik van Zuylen van Nijevelt (1782-1825), Nederlands baron, graaf en generaal
- Willem van Zuylen van Nijevelt (+1543), Nederlands edelman en dichter
- Albert van Zuylen van Nyevelt (1870-1936), Belgisch historicus, archivaris en advocaat
- Jean-Jacques van Zuylen van Nyevelt (1752-1846), Nederlands politicus en burgemeester
- Thierry Frédéric Etienne Hélin van Zuylen van Nyevelt van de Haar (1932-2011), Belgisch ondernemer, paardenfokker en kasteeleigenaar
- Marie-Hélène van Zuylen van Nyevelt van de Haar (1927-1996), lid van de vooraanstaande Franse bankiersfamilie Rothschild
- Frederik van Nassau-Zuylestein (1624-1672) (1624-1672), Nederlands militair
- William Nassau de Zuylestein (1645-1709), Nederlands adviseur, vertrouweling en achterneef van koning-stadhouder Willem III
- William Nassau de Zuylestein (1717-1781), Brits diplomaat en staatsman
- Frans Nicolaas Marius Eyck van Zuylichem (1806-1876), Nederlands burgemeester

## Zuz
- Veronika Zuzulová (1984), Slowaaks alpineskiester